# Манфред, Альберт Захарович
Альбе́рт Заха́рович Ма́нфред (15 [28] августа 1906, Санкт-Петербург — 16 декабря 1976, Москва) — советский историк-франковед, специалист по Великой французской революции.
Доктор исторических наук (1950), профессор.

## Биография
Отец, Захар Львович (Зелик Лейбович) Манфред (1860, Вильно — ?), работал адвокатом, во время гражданской войны был учителем в Саратовской губернии, затем вернулся к юридической практике в Псковской области. Мать, Роза Самуиловна Розенберг, — переводчица, сестра художника Леона Бакста, умерла в 1918 году. В семье было четверо детей (три дочери и сын). Внук — психолог, писатель, теле- и радио ведущий М. А. Лабковский.
С детских лет французский язык для Манфреда был почти родным. Учился в гимназии Нечаева и Тенишевском училище в Петербурге, увлекался поэмами Гомера, активно занимался самообразованием, много читал по истории и географии.
В годы гражданской войны жил в Саратовской губернии с отцом. После переезда последнего в Псковскую губернию остался в Саратове вместе с тремя своими сёстрами. С 16 лет был рабочим в кооперативе, распространителем печати в городе Балашове. Семья чрезвычайно бедствовала, так что ему приходилось браться за любую работу, среди прочего — расклеивать афиши и газеты. Одновременно он учился в вечерней школе, занимался литературной деятельностью — писал стихи (в том числе поэму «Северный мятеж») и прозу (в частности, повесть «Распавшаяся глыба»). Некоторые его стихи были опубликованы в печати.
В 1926 году переехал в Ленинград, жил у знакомых отца и готовился к поступлению в аспирантуру РАНИОН (Российской ассоциации научно-исследовательских институтов по общественным наукам). Тогда для этого не было обязательным формальное высшее образование; достаточными были сдача экзаменов и написание вступительной работы, для которой он избрал тему «Бланки в революции 1848 года». Работа получила высокую оценку профессора В. П. Волгина, в семинаре у которого Манфред затем учился. В 1930 году он окончил аспирантуру Института истории РАНИОН. Ученик известных историков-марксистов академиков В. П. Волгина и Н. М. Лукина.
В 1930—1932 годах преподавал в Ярославском педагогическом институте, в 1932—1937 годах — в Ивановском педагогическом институте, затем был направлен в Якутск. С 1933 года — профессор.
С 1938 года преподавал в Якутском педагогическом институте, однако через несколько месяцев работы был арестован без предъявления обвинения и возвращён в Иваново, позднее переведён во Владимирскую тюрьму. В 1940 году был освобождён за отсутствием состава преступления.
В 1940—1949 годах преподавал в Московском областном педагогическом институте, на историческом факультете МГУ, в 1945—1961 годах — в Московском государственном педагогическом институте иностранных языков и в МГИМО.
С 1945 года старший научный сотрудник Института истории АН СССР, был председателем Учёного совета по всеобщей истории. В 1966—1968 годах заведующий сектором новой истории западноевропейских стран Института истории АН СССР, с 1968 года заведующий сектором истории Франции Института всеобщей истории АН СССР.
С 1959 года — член редакционной коллегии, с 1962 года — главный редактор «Французского ежегодника». С 1965 года — член редколлегии сборника «Советско-французские отношения. Документы и материалы».
С 1966 года — вице-президент, с 1972 года — президент Общества «СССР — Франция». Почётный доктор Клермон-Ферранского университета (Франция, 1967). Член бюро Национального комитета советских историков (с 1968). С 1969 года — член Национального комитета по изучению эпохи Наполеона (в Италии). С 1970 года — вице-президент международной комиссии по истории Великой французской революции.
Среди аспирантов А. З. Манфреда — А. С. Намазова, заведующая отделом новой истории Института всеобщей истории РАН, А. В. Гордон, Е. В. Киселева.
Первая жена — Дора Семёновна Каганович. Падчерица — филолог Тамара Львовна Вульфович. Вторым браком был женат на Надежде Васильевне Кузнецовой (1924—2008); дочь — историк Галина Кузнецова (род. 1951).
Во время обучения в аспирантуре занимался историей социалистических идей: вопросом о влиянии Н. Г. Чернышевского на формирование мировоззрения французского социалиста Ж. Геда, историей швейцарского циммервальдского движения. В дальнейшем (1940—1960-е годы) продолжил заниматься темой социалистического движения, изучал деятельность Жана Жореса (немало сделал для преодоления негативного отношения к его фигуре в советской историографии) и историю Парижской коммуны.
Похоронен в Москве на Троекуровском кладбище.

## Научная деятельность
Автор книг о внешней политике Франции и её отношениях с Россией. Считал, что глубинные национальные интересы России и Франции всегда требовали их сотрудничества во внешней политике, экономике, торговле, культуре, что географическое положение этих государств (на противоположных полюсах Европы) делало их естественными союзниками в борьбе против германского милитаризма. Полагал, что двусторонние отношения имеют историческую преемственность, несмотря на изменение общественно-политического строя в России в результате Октябрьской революции.
Историк Французской революции
Реальным содержанием революции, писал Манфред, был переход от феодализма к капитализму. Она сделала гигантский шаг вперёд в раскрепощении человека, защите его прав и свобод, Манфред возводил к ней истоки современной демократии, был солидарен с точкой зрения М. Робеспьера о том, что революционное насилие — «справедливое и необходимое средство борьбы народа». Манфред считал Французскую революцию истинно народной, он обобщил огромный фактический материал о её воздействии на различные государства Европы (в том числе Россию), Центральную и Южную Америку. Относясь с уважением к якобинским лидерам революции, осуждал политику террора на том этапе, когда она превратилась в «инструмент расправы с неугодными лицами, грабежа, личного обогащения и бесчестных злоупотреблений». В то же время считал, что сам террор в принципе был лишь «необходимостью, средством самозащиты республики против контрреволюционного террора внутренних и внешних врагов революции».
Горячо сочувствовал М. Робеспьеру («человеку действия, человеку железной воли и неукротимой энергии») и Ж. П. Марату («великому патриоту»). Автор единственной в советской историографии биографической работы о Мирабо — деятеле умеренного крыла революционеров (в книге «Три портрета эпохи Великой французской революции»).
Биограф Наполеона
В 1971 году опубликовал фундаментальную биографию Наполеона Бонапарта (второй такой опыт в советской историографии — после книги Е. В. Тарле). Использовал как опубликованные первоисточники, мемуаристику и прессу, так и ранее неизвестные историкам или неопубликованные документы из архивов Франции и России. Значительное внимание уделил молодости Наполеона, формированию его взглядов, тому этапу его биографии, когда будущий император был якобинцем, сторонником Робеспьера. Считал Наполеона сыном своего времени, взлёт и падение которого были вполне закономерны, так как «наполеоновские войны, полностью утратив свойственные им ранее, несмотря на их завоевательный характер, элементы прогрессивного, превратились в чисто захватнические, империалистические войны, нёсшие народам Европы порабощение и гнёт».
Книга о Наполеоне неоднократно переиздавалась (в советское время являлась своего рода бестселлером) и отличается как научными, так и литературными достоинствами.

## Труды
Докторская диссертация «Внешняя политика Франции от Франкфуртского мира до союза с Россией (1871—1891)» (1950, оппоненты Е. В. Тарле, С. Д. Сказкин, Б. Е. Штейн). В 1952 году она вышла книгой «Внешняя политика Франции. 1871—1891 гг.».
«Великая французская революция XVIII века» (1956) явилась полноценным переизданием опубликованного им в 1950 году очерка «Французская буржуазная революция конца XVIII века (1789—1794 гг.)» и явилась первой опубликованной работой Манфреда по истории этой революции; она носила научно-популярный характер и была переведена на несколько языков.
«Традиции дружбы и сотрудничества» (1967) содержит работы Манфреда по проблемам российско-французских связей.
«Образование русско-французского союза» посвящена внешней политике Франции последней трети XIX века.
Книга «Три портрета эпохи Великой французской революции» (1977), опубликованная посмертно, посвящена видным фигурам указанной эпохи — молодому Руссо, Мирабо и Робеспьеру. Манфред планировал создать большую книгу о Руссо, однако не успел.
- Внешняя политика Франции. 1871—1891 гг. М., 1952.
- Великая французская революция XVIII века. М., 1956.
- Очерки истории Франции XVIII—XX вв. М., 1961.
- Марат. М., ЖЗЛ, 1962.
- Традиции дружбы и сотрудничества: из истории русско-французских и советско-французских связей. М., 1967.
- Наполеон Бонапарт. М., 1971.
- Образование русско-французского союза. М., 1975.
- Три портрета эпохи Великой французской революции. М., 1977 (2-е изд. 1978).
- Великая французская революция. М., 1983.

Автор ряда глав и редактор учебников для вузов и коллективных научных трудов «Новая история» (1958), «Всемирная история» (1959), «История Парижской коммуны 1871 г.» (1971), «История Франции» (1973). Подготовил к печати избранные произведения Ж. П. Марата (совместно с В. П. Волгиным) и М. Робеспьера.